# Ед Съливан
Ед Съливан е американски шоумен. Роден е на 28 септември 1901 г. в Ню Йорк. Той е създател и водещ на „Шоуто на Ед Съливан“, което се излъчва от 1948 до 1971 г.

## Биография
Бил е пионер на американската телевизия през ранните ѝ години. Съливан е отгледан в Порт Честър, Ню Йорк, където семейството живее в малък дом от червени тухли на улица „Вашингтон“ 53. Той е талантлив спортист в гимназията, играл е баскетбол, футбол и е бил капитан в бейзболен отбор. Съливан намира първата си работа в The Port Chester Daily Item, местен вестник, за който пише спортни новини, докато е в гимназията, и към който се присъединява на пълен работен ден след дипломирането си. През 1919 г. се присъединява към The Hartford Post, но вестникът спира изданията още през първата седмица, докато е там. След това работи за The New York Evening Mail като спортен репортер. След закриването на вестника през 1923 г. той преминава през поредица новинарски позиции в Associated Press, Philadelphia Bulletin, The Morning World, The Morning Telegraph, The New York Bulletin и The Leader. През 1927 г. Съливан се присъединява към The New York Evening Graphic първо като спортен писател, а след това като спортен редактор.

## Смърт
В началото на септември 1974 г. Съливан е диагностициран с напреднал стадий на рак на хранопровода. Лекарите му дават много малко време за живот и семейството предпочита да запази диагнозата в тайна от него. Съливан, пушач цял живот, вярва, че болестта му е още едно усложнение от дългогодишна битка със стомашни язви. Съливан умира на 13 октомври 1974 г. в болницата „Ленокс Хил“ в Ню Йорк.